# Josef Fleiß

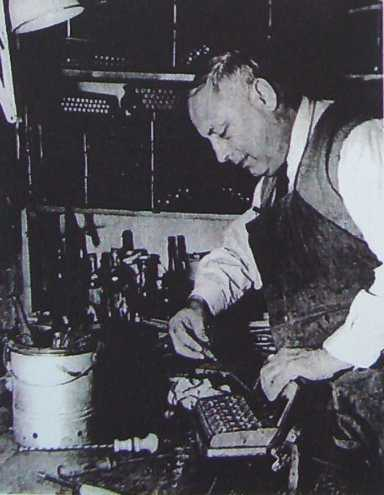
Josef Fleiß bei der Arbeit

Josef Fleiß (* 19. Februar 1906 in Unterdrauburg; † Juli 1978 in Wien) war ein österreichischer Instrumentenbauer.

## Leben
Josef Fleiß wurde 1906 in Unterdrauburg (heute Dravograd, Slowenien) geboren. Während des Kärntner Abwehrkampfes schloss sich Fleiß im Frühjahr 1919 einer Kampfgruppe als Träger an, mit der er bis vor Windischgraz (heute Slovenj Gradec, Slowenien) stürmte. Der Befreiungsschlag misslang jedoch.

### Beruf
Fleiß ging mit einem slowenischen Entlassungszeugnis ausgestattet nach Klagenfurt und trat beim Harmonikaerzeuger Lubas & Sohn eine Lehre an. Ab 1925 arbeitete er abwechselnd in Klagenfurt und im Filialbetrieb in Laibach (Ljubljana), dabei kam ihm seine Zweisprachigkeit zugute. 1932 übernahm er die Leitung der Filiale in Laibach. Später kaufte er diese Filiale und beschäftigte bis zu 40 Mitarbeiter.
Er hatte Abnehmer für seine Harmonikas in den USA, Frankreich und in Holland, auch für das Jugoslawische Königshaus reparierte er Harmonikas, ein Instrument baute er für den Kronprinzen Peter.
Da er österreichischer Staatsbürger war, musste er 1943 zur deutschen Wehrmacht einrücken und geriet in amerikanische Kriegsgefangenschaft. Nach dem Krieg war es ihm nicht möglich, nach Slowenien zurückzukehren. 1945 wurde seine Firma enteignet und in Melodija Mengeš umbenannt.

### Nach dem Krieg
Josef Fleiß ging zu seinem Bruder nach Bad St. Leonhard im Lavanttal in Kärnten, der dort Schuldirektor war. Bereits als Untermieter bei seinem Bruder begann er wieder mit der Reparatur von Instrumenten. Etwas später begann er dann in angemieteten Räumen wieder mit dem Bau von Harmonikas. Es gelang ihm, in einer kanadischen Zeitung eine Werbung zu platzieren, dies hatte zur Folge, dass er mit Aufträgen mehr als eingedeckt war. Obwohl er die Aufträge nicht zur Gänze befriedigen konnte, strebte er nie mehr eine Vergrößerung seines Betriebs an, er arbeitete bis ca. 1972, meist mit einem Gesellen und einen Lehrling. Gemäß einem Gespräch mit Herfried Zernig am 6. Oktober 2006 hat Josef Fleiß insgesamt in Österreich nur drei Lehrlinge ausgebildet. Die dritte Person, Hans Tirof arbeitet derzeit bei der Firma Harmonikabau Georg Öllerer in Freilassing.

## Schüler

### Peter Müller
Peter Müller und Herfried Zernig haben bei ihm das Handwerk gelernt.
Peter Müller übernahm im Jahr 1975 den Betrieb von Josef Fleiß. Nach seinem Tod 2014 übernahm seine Gattin Edith das Unternehmen mit ihren zwei Kindern Marcel und Janine. Harmonika Müller ist derzeit der größte Betrieb, der Steirische Harmonikas erzeugt. Die Jahresproduktion beträgt ca. 1300 Stück, er beschäftigt 45 Mitarbeiter (2016). Bevor Peter Müller sich selbständig machte, war er 2½ Jahre bei der Fa. Hohner als Konstrukteur und anschließend drei Jahre bei einem Schwyzerörgeli-Erzeuger tätig.

### Herfried Zernig
Zernig ist ein relativ kleiner Harmonika-Erzeuger mit wenigen Mitarbeitern, die Jahres-Produktion beträgt derzeit (2006) ungefähr 50 Stück Instrumente. Nach der Ausbildung war er einige Jahre Meister bei Lang (Marke Steirerland), nach dem Konkurs von Lang im Jahr 1983 hat Hermann Jamnik die Konkursmasse aufgekauft und selbst mit der Produktion von Steirischen Harmonikas begonnen, die er bis dahin von Lang bezogen hatte. Er beschäftigte vorübergehend ein Jahr lang Herfried Zernig, bis dieser sich im Jahr 1985 selbstständig machte. Seit 1985 arbeitet Hermann Jamnik gemeinsam mit seinem Neffen Karl Fekonja, der in der Zwischenzeit angelernt wurde.

#### Schrammelharmonikas
Herfried Zernig baut inzwischen auch Schrammelharmonikas, wie das auch einige andere Harmonikabauer machen, die vorrangig Steirische Harmonikas produzieren.
Seine Schrammelharmonikas sind in der Bauweise eher an der steirischen Harmonika angelehnt. Konstruktion, Erscheinungsbild und Diskanttastatur orientieren sich eng an der Vorlage. Die Basstasten befinden sich nicht am Bassboden wie beim Original. Die Belegung der Basstasten entspricht der Schrammelharmonika. Einige weitere markante Abweichungen sind: Die Stimmplatten sind aufgewachst, die Ventile sind nur bei einigen Bässen aus Leder, die Abmessungen der Stimmplatten sind etwas anders, die Klappenkonstruktion ist unterschiedlich, die Eckverbindungen der Gehäuseteile sind anders ausgeführt, es wird kein Knochenleim verwendet, der Balg hat keine Furniereinlagen und ist nicht mit Ledereinfassungen ausgeführt. Diese Anpassungen mögen vertretbar sein und in manchen Fällen vom Kunden auch gewünscht werden. Diese Auflistung sollte keine Bewertung darstellen, sondern nur klarstellen, dass viele Unterschiede zu historischen Instrumenten bestehen.